# Peter Vindahl Jensen
Peter Vindahl Jensen (* 16. února 1998 Helsingør) je dánský profesionální fotbalový brankář, který chytá za český klub AC Sparta Praha. Je také bývalým dánským mládežnickým reprezentantem.

## Klubová kariéra

### FC Nordsjælland
Vindahl začal svou kariéru v klubu Hørup Ungdoms- og Idrætsforening (HUI), později se připojil k Lyngby Boldklub a v lednu 2015 se ve svých 17 letech připojil k akademii Nordsjællandu. Již několik měsíců po svém příchodu začal trénovat s prvním týmem a v lednu 2016 se stal stálou součástí kádru prvního týmu.
Svůj debut v týmu si ale odbyl až 26. září 2018 v zápase Dánského poháru proti HB Køge, kde při výhře 4:0 udržel čisté konto. V prvním ligovém utkání pod novým trenérem Flemmingem Pedersenem si 30. března 2019 Vindahl odbyl debut v dánské Superlize proti FC Midtjylland, který skončil 0:0.
Vindahl podepsal 10. ledna 2019 novou smlouvu až do roku 2022.
V sezóně 2020/21 se Vindahl stal brankářskou jedničkou Nordsjællandu, odchytal 31 ligových utkání.

### AZ Alkmaar
Dne 16. srpna 2021 podepsal Vindahl čtyřletou smlouvu s nizozemským klubem AZ Alkmaar z Eredivisie. Ve své první sezóně v klubu byl Vindahl brankářskou jedničkou a připsal si na své konto celkem 48 startů v soutěžních zápasech, odehrál také 8 utkání v pohárové Evropě, kdy s Alkmaarem došel až do osmifinále Konferenční ligy.
Ve své druhé sezóně však musel plnit roli náhradníka za Hobiem Verhulstem.

#### Norimberk (hostování)
Když Alkmaar angažoval australskou jedničku Ryana, Vindahl podal žádost o hostování a v lednu 2023 odešel na půlroční hostování do německého druholigového Norimberku, kde měl nahradit zraněného Christiana Matheniu. V klubu byl brankářskou jedničkou až do poloviny května, kdy začal absentovat s kolenem. I přesto stihl v dresu Norimberku odehrát 16 soutěžních utkání, v nichž udržel 4 čistá konta.

#### Sparta Praha (hostování)
Dne 25. července 2023 se Vindahl připojil k české Spartě Praha, se kterou uzavřel roční smlouvu s opcí na trvalý přestup. Letenský klub toužil po návratu Matěje Kováře z Manchesteru United, vzhledem k blížící se kvalifikaci o postup do Ligy mistrů však nemohl déle čekat. Vindahl 8. srpna debutoval ve sparťanském dresu v pohárové Evropě, když nastoupil do utkání třetího předkola Ligy mistrů proti dánské Kodani. O týden později ale Sparta podlehla Kodani po penaltovém rozstřelu, a tak sestoupila do předkola Evropské ligy. Vindahl nastoupil v obou zápasech čtvrtého předkola proti Dinamu Záhřeb a svým výkonem pomohl k postupu po výsledcích 1:3 a 4:1. Se Spartou pak dokázal postoupit ze základní skupiny Evropské ligy až do vyřazovací fáze, kde nejprve pražský celek přešel přes turecký Galatasaray a následně v osmifinále nestačil na Liverpool.
V březnu 2024 Sparta uplatnila opci na trvalý přestup Vindahla, který podepsal víceletou smlouvu. V dresu Sparty oslavil hned ve své první sezóně domácí double, Vindahl nastoupil do 47 soutěžních utkání a udržel 15 čistých kont.
V létě 2024 byl Vindahl spojován s přestupem do skotského Celticu, zůstal však v pražském klubu a udržel si místo brankářské jedničky.

## Reprezentační kariéra
V květnu 2018 byl Vindahl poprvé povolán do dánské reprezentace, nicméně svého reprezentačního debutu se nedočkal. Podruhé byl nominován do seniorského týmu Dánska v listopadu 2021 na kvalifikační zápasy proti Faerským ostrovům a Skotsku, plnil však pouze roli náhradního brankáře za Kasperem Schmeichelem a Frederikem Rönnowem.